# Дин Фэн
Дин Фэн (кит. упр. 丁峰, пиньинь Dīng Fēng, род. 19 марта 1987) — китайский стрелок, бронзовый призёр Олимпийских игр.
Дин Фэн родился в 1987 году в Чанчжоу провинции Цзянсу. В 2006 году вошёл в национальную сборную.
В 2010 году Дин Фэн в составе команды стал обладателем золотой медали Азиатских игр в стрельбе из скоростного пистолета. На Олимпиаде 2012 года он стал обладателем бронзовой медали.